# Emersonella windsori
Emersonella windsori är en stekelart som beskrevs av Christer Hansson 2002. Emersonella windsori ingår i släktet Emersonella och familjen finglanssteklar.
Artens utbredningsområde är Peru. Inga underarter finns listade i Catalogue of Life.